# Su Bin
Su Bin (* 1965) ist ein chinesischer verurteilter Verbrecher, welcher wegen Spionage gegen die USA verurteilt wurde. Seine Aliase  sind Stephen Su und Stephen Subin.
Su Bin gründete in Kanada die Firma Lode-Tech welche im Bereich Luftfahrt Produkte vertrieb. Über dieses Vorgehen konnte Su im Zeitraum von 2008 und 2014 zwei chinesischen Crackern helfen, bei Boeing einzubrechen. Die zwei Personen konnten so 630.000 Dokumente über das Boeing C-17 Transportflugzeug stehlen. Auch versuchten die beiden Leute, Daten zu den F-22 und F-35 Kampfjets zu entwenden. Su Bin wurde in Kanada auf Ersuchen des Department of Justice verhaftet. Der chinesische Bürger erklärte direkt, dass er ausgeliefert werden möchte. In den USA hat Su zugegeben zu spionieren und wurde 2016 am U.S. District Court of the Central District of California verurteilt. Su wurde daraufhin nach China abgeschoben.
Im Jahr 2023 kam heraus, dass Su auch in einen Skandal verwickelt war, bei dem ehemalige Piloten der Bundeswehr in China Beratungs- und Ausbildungstätikeiten wahrnehmen. Es wird vermutet, dass über diesen Weg sensible militärische Informationen an China gelangten. Ein weiterer ähnlicher Skandal ereignete sich um den ehemaligen US-Piloten Daniel Edmund Duggan, der von der Australian Federal Police verhaftet wurde, weil auch er Geschäftsbeziehungen mit Su Bin hatte. Die genauen Vorwürfen gegen Duggan sind nicht öffentlich.